# Parafia Nawiedzenia Najświętszej Maryi Panny w Wieruszowie
Parafia Nawiedzenia Najświętszej Maryi Panny w Wieruszowie – parafia rzymskokatolicka należąca do dekanatu Wieruszów diecezji kaliskiej. Erygowana w 1920. Kościół parafialny zbudowany w stylu modernistycznym w 1934. Mieści się przy ulicy Kuźnickiej. Liczba wiernych: 2620.

## Historia
Parafie erygowano przy kościele św. Rocha w Kuźnicy Skakawskiej. Budowę kościoła parafialnego rozpoczęto w 1934 roku. Świątynia jest murowana, w stylu klasycznym i została poświęcona w 1936 roku, a konsekrowana w 1956 roku.

## Obszar
Miejscowości należące do parafii: Biadaszki, Folwark Dobrydział, Kuźnica Skakawska, Mirków, Nawrotów, Skakawa, Teklinów, Pustkowie, Wielisławice, Wieruszów.